# 本德斯托夫
本德斯托夫是德国下萨克森州的一个市镇。总面积3.88平方公里，总人口2414人，其中男性1155人，女性1259人（2011年12月31日），人口密度622人/平方公里。